# Caetité
Caetité là một đô thị thuộc bang Bahia, Brasil. Đô thị này có diện tích 2306,382 km², dân số năm 2007 là 48525 người, mật độ 21 người/km².